# George Entwistle
George Edward Entwistle (nascido em 8 de julho de 1962) foi diretor-geral da BBC durante o ano de 2012, sucedendo Mark Thompson.

## Biografia
Entwistle iniciou sua carreira no jornalismo de revista, ele se juntou à BBC Television em 1989, tornando-se um produtor com foco primário em programas de atualidades e políticos. Ele se tornou o diretor da BBC Vision e depois tornou-se diretor-geral da BBC em 17 de setembro de 2012. Entwistle renunciou ao cargo em 10 de novembro de 2012, após a controvérsia sobre uma reportagem da Newsnight que implicou falsamente Alistair McAlpine em um escândalo de abuso infantil no norte do País de Gales. Sua demissão, depois de apenas 54 dias no comando da empresa, o tornou o diretor-geral com menos tempo à frente da emissora pública britânica.